# Monument Walraven van Hall
Het Monument Walraven van Hall is een kunstwerk en oorlogsmonument in Amsterdam-Centrum.
Initiatiefnemer voor dit plastiek was gepensioneerd huisarts Hans Weijers en gepensioneerd medicus Loek van Buchem die een stichting in het leven riepen om een monument voor verzetsman Walraven van Hall op te richten. Zij deden dat in een periode dat de Nederlandse economie zich in een crisis bevond, waardoor sommige donateurs onder staatstoezicht kwamen te staan en niet aan de beloofde financiële verplichtingen konden voldoen. Weijers zag zich genoodzaakt een oorlogsmonument te initiëren toen hij in 2005 een documentaire over Walraven van Hall zag. De stichting collecteerde 250.000 euro en schakelde kunstenaar Fernando Sánchez Castillo in.
De kunstenaar kwam met een bronzen geknakte boom. De boom lijkt door midden geschoten te zijn op het muurtje dat de scheiding vormt tussen de resterende stronk aan de ene kant en de takkenbos aan de andere. De door midden geschoten boom staat voor de gefusilleerde held, de boom viel door natuurgeweld, Van Hall door menselijk geweld. Het brons is zo gegoten zodat het een houtachtig uiterlijk heeft meegekregen. De liggende takkenbos, die verwijst naar het grote geheime netwerk van Van Hall, kan gebruikt worden als zitje, zodat een ontmoetingsplaats is geschapen. Het kunstwerk werd op 3 september 2010 onthuld op het Frederiksplein tegenover De Nederlandsche Bank, op het moment dat in het Verzetsmuseum aan de Plantage Kerklaan een tentoonstelling over hem te zien was. Voor de boom ligt een plaquette met de tekst WALRAVEN VAN HALL, BANKIER VAN HET VERZET, 1906-1945.
Op het Beursplein is vanaf 1949 al de Plaquette Wally van Hall te zien.

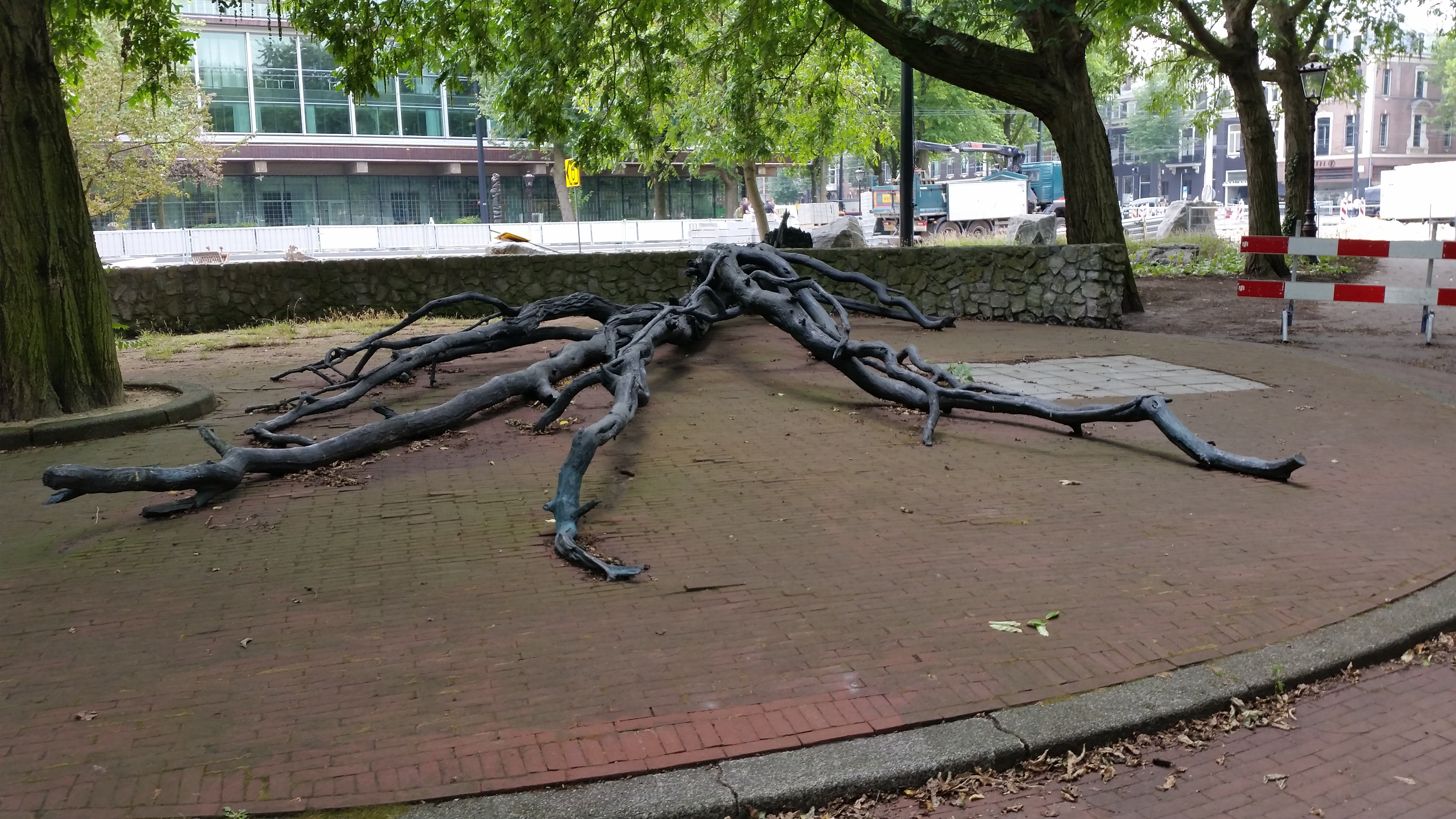
Monument vanaf het plein (augustus 2018)